# Meistera yunannensis
Meistera yunannensis là một loài thực vật có hoa trong họ Gừng. Loài này được Shao Quan Tong mô tả khoa học đầu tiên năm 1990 dưới danh pháp Amomum yunnanense. Năm 2018, Jana Leong-Škorničková và Mark Newman chuyển nó sang chi Meistera mới được phục hồi.

## Phân bố
Loài này có trong khu vực từ Myanmar (Sangaing) tới Đức Hoành, Vân Nam, Trung Quốc. Môi trường sống là rừng; ở cao độ đến 1.200 m.

## Mô tả
Cây cao 1-1,5 m, gốc có bẹ màu đỏ nhạt. Bẹ lá màu xanh lục, có sọc dọc, nhẵn nhụi; lưỡi bẹ màu xanh lục, nguyên, khoảng 4 mm, giống như da, mép có lông rung; cuống lá khoảng 4 mm; phiến lá hình trứng ngược-hình mác ngược hoặc hình elip-hình mũi mác, 18-30 × 6–9 cm, nhẵn nhụi, đáy thuôn tròn, đỉnh nhọn hoặc hình đuôi. Cụm hoa dạng bông gần thuôn dài, khoảng 8 × 3,5 cm; cuống dài 13–15 cm, bẹ giống vảy màu đỏ nhạt, trắng; lá bắc ngoài phân hủy khi nở hoa, lá bắc trong hình mác ngược hẹp, 3,5-4,5 cm × 7–8 mm; lá bắc con màu đỏ nhạt, hình ống, khoảng 1 cm, nhẵn nhụi, đỉnh có khía. Hoa màu trắng. Đài hoa 1,5–2 cm, đỉnh 3 răng tù; răng màu đỏ, có lông rung. Ống tràng hoa dài bằng đài hoa, nhẵn nhụi; thùy trung tâm hình elip, các thùy bên thuôn dài, 1,4-1,6 cm × 6–9 mm. Không có nhị lép ở bên. Cánh giữa môi dưới hình tròn rộng, 1,4-1,6 cm, đáy co lại thành vuốt, đỉnh có khía. Chỉ nhị khoảng 5 mm; bao phấn khoảng 8 mm; phần phụ liên kết nguyên. Bầu nhụy rậm lông tơ màu trắng. Quả nang (chưa trưởng thành) màu đỏ, hình cầu, đường kính khoảng 1,2 cm, có gai mềm 1–2 mm. Tạo quả tháng 7.

## Tên gọi
Tại Trung Quốc người ta gọi nó là 云南砂仁 (yun nan sha ren, Vân Nam sa nhân).